# Joaquim Samaranch

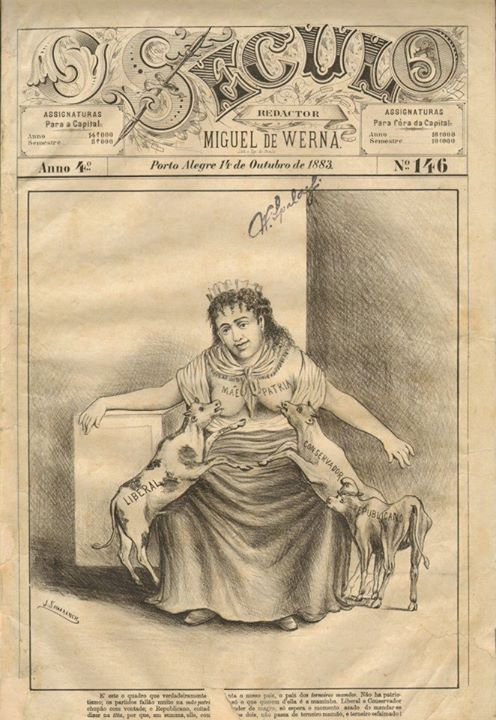
Ilustração de Samaranch para O Século, 1883.

Joaquim Samaranch (Espanha?, 1852 – Porto Alegre, 15 de fevereiro de 1900) foi um pintor, decorador, ilustrador e cenógrafo brasileiro.
Era filho do espanhol Ramão Domingos Samaranch. Apareceu em Porto Alegre em torno de 1881, e no ano seguinte está associado a José Judicis de Mirandola, oferecendo trabalhos em pintura mural e decoração. Athos Damasceno não encontrou nenhum registro de atividade da dupla e em 1883 a sociedade estava desfeita. Neste ano ele foi contratado pelo jornal O Século, de Miguel de Werna, para fazer ilustrações, retratos e caricaturas. Ganhou a simpatia do público e permaneceu nesta atividade seguramente até 1885, talvez até 1887, quando é encontrado a anunciar trabalhos de decoração de festas, criação de carros alegóricos e pinturas em tela e mural.
Em 1888, sendo assinada a Lei Áurea, o jornal A Evolução fez uma edição comemorativa especial, e a ilustração alegórica de Samaranch recebeu muitos elogios. Nesta época já era figura conhecida, e em 1890 recebeu a encomenda da pintura decorativa e cenografia do popular Teatro América, trabalho acolhido calorosamente pelo público, sendo comparado em qualidade à produção do ilustre Coliva. Seu apogeu durou pouco, em 1895 estava pintando anúncios e placas publicitárias, e em 1898 é registrado seu último trabalho, uns letreiros decorados para o Café Internacional.
Parece nunca ter gozado de segurança financeira e passou uma vida difícil. Faleceu vitimado pela tuberculose. Damasceno lamenta que sua carreira tenha sido tão atribulada e feita mais de promessas que realizações, mas lhe dá um lugar na história da arte do Rio Grande do Sul como um dos primeiros caricaturistas do estado, e um dos mais interessantes do século XIX, com obra marcada pela qualidade, brilhando também no popularíssimo gênero do retrato em litogravura. Neiva Bohns o colocou como um dos principais artistas de sua geração em atividade no estado, e Paulo da Graça Santos destacou a mordacidade e o poder evocativo das suas caricaturas, fazendo uma contundente crítica social.